# Зубанич Марія Іванівна
Марі́я Іва́нівна Зуба́нич (нар. 28 липня 1949, Великий Березний Закарпатської області) — українська співачка (ліричне сопрано). Народна артистка України (1999).

## Життєпис
1971 року закінчила Ужгородське державне музичне училище імені Дезидерія Задора.
1977 року закінчила Львівську консерваторію (викладач М. Я. Байко).
З того часу працює в Закарпатській обласній філармонії в Ужгороді — солістка-вокалістка ансамблю «Гармонія».
В її репертуарі — твори світової класики та сучасних українських композиторів, старовинна музика, народні пісні, оперні арії, романси.
Гастролювала в Чехії, Словаччині, Румунії, Німеччині, США, Канаді, Угорщині.

## Визнання
- 1979 — Лауреатка Республіканського конкурсу вокалістів ім. М. Лисенка (Київ)
- 1981 — Лауреатка обласної премії ім. Д. Вакарова
- 1999 — Народна артистка України
- 2000 — Володарка бронзової статуетки Міжнародного фестивалю «Інтер-ліра» (Будапешт)
- 2003 — Лауреатка премії ім. Д. Задора